# Melanocyt

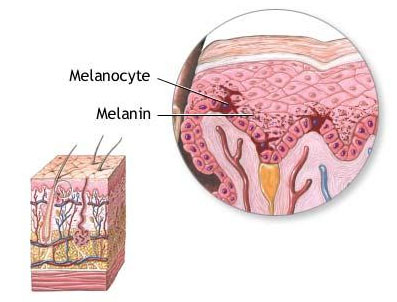
De spindellika melanocyterna syns som mörka celler. runt dem finns keratinocyter som har tagit upp melaninkorn.

Melanocyt är en typ av cell som finns i huden, ögonen och öronen. Huden består av flera lager av hudceller, och melanocyterna återfinns i det lager som kallas epidermis. Närmare bestämt i stratum basale, det nedersta lagret av överhuden, varifrån de skickar sina utskott till stratum spinosum. De sitter med ett avstånd på cirka 10 celler mellan sig. Melanocyter producerar pigmentet melanin vilket skyddar mot solens farliga UV-strålning samt ger den bruna färg man får av att sola. Melaninet fagocyteras där det ligger i utskotten av keratinocyterna som lagrar det i sin cytoplasma. Melanin ger även färg till håret, som kan ses som en förlängning av huden.
Skillnaden på hudfärg beror inte på antalet melanocyter i huden, utan på hur aktivt cellerna genomför melanogenesen, dvs melaninframställningen.

## Malignt melanom
En mutation hos melanocyten kan ibland leda till cancer, oftast till malignt melanom. När en melanocyt muterar, vilket sker ganska ofta, reparerar kroppen det automatiskt; antagligen genom att ändra tillbaka mutationen eller genom att få melanocyten att begå självmord, apoptos. Ibland missar kroppen en muterad melanocyt, vilket kan påverka de vanliga hudcellerna runt omkring den och även de närliggande melanocyterna. Om den muterade melanocyten kommer åt att påverka de närliggande friska melanocyterna, muterar även de, och tillsammans bildar de cancer.